# Marie Braun
Maria Johanna „Zus” Philipsen-Braun (ur. 22 czerwca 1911 w Rotterdamie, zm. 23 czerwca 1982 w Goudzie) – holenderska pływaczka. Dwukrotna medalistka olimpijska.
Specjalizowała się w  stylu grzbietowym i dowolnym. Startowała na dwóch igrzyskach olimpijskich (IO 28, IO 32). W 1928, w wieku 16 lat, zdobyła dwa medale: złoto na 100 metrów stylem grzbietowym i srebro na 400 metrów kraulem. Wielokrotnie stawała na podium mistrzostw Europy (1927: złoto na 400 m kraulem, srebro na 100 m grzbietem i w sztafecie kraulowej 4 × 100 metrów; 1931: złoto na 400 m kraulem, na 100 m grzbietem i w sztafecie kraulowej 4 × 100 metrów).
Trenowała ją matka Ma Braun, która równocześnie przez wiele lat była szkoleniowcem holenderskiej kadry pływaczek.
W 1980 została przyjęta do International Swimming Hall of Fame.